# Wassili Andrejewitsch Fomin
Wassili Andrejewitsch Fomin (russisch Василий Андреевич Фомин; * 26. Mai 1957; † 10. April 2024) war ein sowjetischer Ringer. Er war Gewinner von Bronzemedaillen bei der Weltmeisterschaft 1982 und bei der Europameisterschaft 1983 im griechisch-römischen Stil im Bantamgewicht.

## Leben
Wassili Fomin machte erstmals bei den sowjetischen Meisterschaften 1979 nachhaltig auf sich aufmerksam, als er im griech.-röm. Stil, dem Stil, den er ausschließlich rang, im Bantamgewicht hinter Witali Konstantinow den 2. Platz belegte. Er wurde daraufhin in die sowjetische Nationalmannschaft der Ringer im griech.-röm. Stil aufgenommen.
Wassili erzielte in den nächsten Jahren bei einigen hochkarätig besetzten internationalen Ringerturnieren gute Plätze und siegte auch bei mehreren dieser Turniere. Trotzdem war es für ihn nicht leicht, sich angesichts der enormen Konkurrenz im eigenen Lande, erwähnt seien nur Schamil Serikow, Kamil Fatkulin, Farhat Mustafin und Witali Konstantinow, für die großen internationalen Meisterschaften zu qualifizieren.
1982 wurde er aber dann bei der Weltmeisterschaft in Kattowitz im Bantamgewicht eingesetzt. Er erreichte dort den 3. Platz und gewann damit eine Bronzemedaille. Ähnlich erging es ihm bei der Europameisterschaft 1983 in Budapest. Nach vier Siegen unterlag er in den Endkämpfen dem Bulgaren Emil Iwanow und dem Griechen Haralambos Holidis, womit er erneut eine Bronzemedaille gewann.
Nach dieser Weltmeisterschaft wurde Wassili bei keinen internationalen Meisterschaften mehr eingesetzt. Über seinen weiteren Lebensweg ist nichts bekannt.

## Internationale Erfolge
(WM = Weltmeisterschaft, EM = Europameisterschaft, GR = griech.-röm. Stil, Ba = Bantamgewicht, damals bis 57 kg Körpergewicht)
- 1981, 3. Platz, '„Waldyslaus-Pytlasinski“-Turnier in Warschau, GR, Ba, hinter Benni Ljungbeck, Schweden u. Dariusz Doroslawski, Polen;
- 1982, 3. Platz, WM in Kattowitz, GR, Ba, hinter Piotr Michalik, Polen u. Nicolae Zamfir, Rumänien u. vor Sumer Karadag, Türkei, Benni Ljungbeck u. Haralambos Holidis, Griechenland;
- 1982, 2. Platz, World-Cup in Budapest, GR, Ba, hinter Masaki Eto, Japan u. vor Haralambos Holidis;
- 1983, 1. Platz, Turnier in Klippan/Schweden, GR, Ba, vor Emil Iwanow, Bulgarien, Frank Wohlgemuth, DDR u. Dariusz Doroslawski;
- 1983, 3. Platz, EM in Budapest, GR, Ba, hinter Emil Iwanow u. Haralambos Holidis u. vor Árpád Sipos, Ungarn, Nicolae Zamfir u. Josef Krysta, CSSR;
- 1984, 1. Platz, Großer Preis der Bundesrepublik Deutschland in Freiburg im Breisgau, GR, Ba, vor Nicolae Zamfir, Jan Michalik, Polen, Ronny Sidge, Norwegen u. Jürgen Lutterer, BRD;
- 1984, 1. Platz, World-Cup in Seinäjoki/Finnland, GR, Ba, vor Robert Herrmann, USA, Lars Rönningen, Norwegen, Oshiro, Japan u. Halonen, Finnland;
- 1985, 2. Platz, Großer Preis der BRD in Aschaffenburg, GR, Ba, hinter Kamil Fatkulin u. vor Patrice Mourier, Frankreich, Maik Bitterling, DDR u. Walter Wölfelschneider, BRD